# Croix de Marquein
La croix de Marquein est une croix située à Marquein, en France.

## Localisation
La croix est située sur la commune de Marquein, dans le département français de l'Aude.

## Historique
L'édifice est inscrit au titre des monuments historiques en 1948.